# Marinus I.
Marinus I. (též Martin II.), (??, Gallese – 15. května 884 Řím) byl papežem od 16. prosince 882 až do své smrti.

## Život
V letech 869–870 se zúčastnil Čtvrtého konstantinopolského koncilu, na kterém byl sesazen Fotios. Koncilu předsedali biskupové Donatus z Ostie a Štěpán z Ňepi a Marinus, tehdy s hodností jáhna.
Fotios se později Marinovi připomněl, když se jako jediný ozval proti jeho zvolení papežem. To ale nemělo význam, protože byl skutečně jediný, kdo protestoval. Sám císař Karel III. Tlustý se sice s novým papežem setkal, ale toto setkání proběhlo v přátelském duchu (Marinus I. patřil k progermánské straně). Během Marinova pontifikátu zapálili Saracéni klášter Monte Cassino.